# صلاة عزريا وترنيمة الأطفال
صلاة عزريا وترنيمة الأطفال  بالانكليزية ( Prayer of Azariah and Song of the Three Holy Children) هي قصة وجزء من تتمة سفر دانيال التي تندرج في الأسفار القانونية الثانية، تم قبوله كقانون قانوني من قبل المسيحيين الكاثوليك والأرثوذكس الشرقيين، ولكن تم رفضه باعتباره غير قانوني من قبل معظم البروتستانت.

## أقسام القصة
صلاة عزريا وترنيمة الأبناء الثلاثة القديسين، عازار باختصار، هي مقطع يظهر بعد دانيال 3: 23 في عدة ترجمات للكتاب المقدس، بما في ذلك الترجمة السبعينية اليونانية القديمة. يتم قبول هذا المقطع كقانون من قبل بعض الطوائف المسيحية. يحتوي هذا المقطع على مكوناته الثلاثة الرئيسية. الأول هو صلاة التوبة التي قام بها عزريا، صديق دانيال (المسمى عبدنغو بالبابلية، بحسب دانيال 1: 6-7) عندما كان الشبان الثلاثة في أتون النار. العنصر الثاني هو وصف موجز للشخصية المتوهجة التي التقاهم في الفرن، لكنها لم تحترق بعد. العنصر الثالث هو الترنيمة التي غنوها عندما أدركوا خلاصهم. تكرر الترنيمة العبارة التالية: "سبحوا وسبحوا الرب فوق كل شيء إلى أبد الآبدين..."، كل منها يشير إلى سمة من سمات العالم.

## محتوه
تشكل صلاة عزريا وأنشودة الشبان الثلاثة المصاحبة لها جزءًا من الفصل الثالث وتزين قصة حننيا وميشائيل وعزريا، وهم ثلاثة شبان يهود تم تقييدهم وإلقائهم في أتون نار لتحديهم أمر نبوخذنصر بعبادة أحد. محبوب الجماهير. صلاة عزريا يقالها عزريا وحده. إنها أغنية رثاء تتبع أسلوبًا طقسيًا شائعًا بعد القرن الرابع قبل الميلاد: قسم تمهيدي لتمجيد الله، واعتراف بخطيئة إسرائيل، وطلب الرحمة، وتمجيده. نشيد الشبان الثلاثة هو ترنيمة شكر قالها الرجال الثلاثة بعد أن أنقذهم الله من أتون النار. ترتيب الترنيمة مشابه للامتناع المتكرر في المزمور 136. وهو يأخذ موضوعه الليتورجي من المزمور 148.

## مكانه في الكتاب المقدس
تم إدراجه في الأصل في الإصحاح الثالث من سفر دانيال، بين الآيتين 23 و24؛ ولكن، نظرًا لاستخدامها طقسيًا فيما يتعلق بأجزاء مماثلة، فقد تم نقلها بعد ذلك إلى نهاية المزامير في المخطوطة الإسكندرانية كترنيمة 9 و10، تحت عنوان "صلاة أزاريا" و"ترنيمة آبائنا". " وهو يحتل مكانة مماثلة في العديد من المزامير اليونانية واللاتينية، وعلى الأرجح تم وضعه بالفعل في النسخة اللاتينية القديمة.من المؤكد أنها، منذ فترة مبكرة جدًا، شكلت جزءًا من خدمة الكنيسة (انظر روفينوس، في الرمز. الرسول، الذي لاحظ أن هذه الترنيمة كانت تُغنى بعد ذلك في جميع أنحاء الكنيسة بأكملها؛ وأثناسيوس، في العذرية). إنها واحدة من الأناشيد التي لا تزال تُغنى في جميع الأعياد الرومانية، ويتم الاحتفاظ بها في الخدمة اليومية للكنيسة الأنجليكانية

## وصلات خارجية
الصلوات الطقسية والألحان والمدائح والترانيم

## انظر ايضا
- الأسفار القانونية الثانية
- سوزانا (سفر دانيال)

- بيل والتنين
- صلاة منسى
- تتمة سفر استير
- كتاب القصائد (الكتاب المقدس)